# 麥國棟
麥國棟（英文：Gordon McKie）（1957年—），英國蘇格蘭人，本業為會計師，前香港足球總會行政總裁。

## 簡歷
麥國棟畢業於愛丁堡的赫瑞瓦特大學。於2002年-2005年任職於蘇格蘭皇家銀行，於2005年加入當時面臨破產，而且代表隊的成績持續不濟的蘇格蘭欖球總會，出任行政總裁。6年期間，其硬朗手法遭屬會非議，然而成功幫助蘇格蘭欖球隊重返正軌，並且為欖球總會爭取到不少的贊助商，使到欖球總會轉虧為盈。期後，於2011年6月離開其職位。

### 香港足球總會行政總裁
考慮到麥國棟於蘇格蘭的履歷，香港足球總會從逾10名應徵者中將其挑選，並且與其簽約3年，年薪估計逾兩百萬港元，全數均由香港政府承擔。 於2011年11月21日，香港足球總會宣佈麥國棟將會上任為香港足球總會的首任行政總裁。 他表示，上任後首三個月，將會四處了解香港足球圈的生態環境，並且會與眾香港足球總會董事交流及溝通， 然後制定改革藍圖，逐一實行。 他指出，其首要任務是重新建構香港足球代表隊及青年訓練系統、聘請新任教練領導香港重建聲威、提高球賽上座率及物色合作夥伴 最重要的一步是，藉此去提升香港足球總會的品牌及價值。他續指道，香港是國際品牌集中地，若果香港足球總會成功建立公信力及名譽，可以期望吸引不少商業機會。 在2012年3月20日，麥國棟就香港傳媒披露改造香港專業足球文件部分內容一事作出回應，認為董事局泄漏機密有損總會聲譽和誠信。麥國棟還表示，足球總會就是否接受中國足球協會邀請派出球隊參加中國足協杯，以及日本企業有意投資香港球會均進行了全面性的評估。他說：「這兩個項目都是在上星期五足總董事會會議差不多結束時，在『其他討論項目』上提出的，由於事先沒有足夠的文件和資料，當時可以討論的範圍相當有限。」
2012年5月16日，《都市日報》透露最近3星期麥國棟不知所終，不但沒有到球場觀看球賽，亦沒有出席4月份的甲組會會議及於5月9日舉行的香港足球總會與now TV合作的簡報會，至5月11日在奧運大樓召開的董事局會議，麥國棟依然不知所終。身在蘇格蘭的麥國棟在5月15日回覆香港傳媒查詢時，只是以短訊回覆，著「傳媒詢問足總主席吧」。麥國棟本來與香港足球總會簽下3年合約，但是雙方均有6個月的互相觀察的條文，2012年5月22日即為試用期屆滿之日。根據了解，香港足球總會董事伍健代表董事局聯同一名香港政府代表與合作存有分歧的行政總裁麥國棟洽談「分手」事宜，經過雙方討價還價之後，香港足球總會同意補償兩個月的薪酬（約58萬港元）作為「和平分手」條件。香港足球總會強調麥國棟於離任後，其仍然會物色更有才能之士出任行政總裁，為香港足球改革掌舵，以落實《鳳凰計劃》。

## 家庭
麥國棟已經結婚，育有2女1子。

## 相關參見
- 薛基輔